# Paraoxypilus armatus
Paraoxypilus armatus es una especie de mantis de la familia Amorphoscelidae.

## Distribución geográfica
Se encuentra en Isla de Jueves (Australia).